# ديلون كيسي
ديلون كيسي (بالإنجليزية: Dillon Casey)‏، مواليد 29 أكتوبر 1983) وهو ممثل كندي أمريكي. واشتهر لتجسيده دور لوموند تريفور في المسلسل التلفزيوني أفضل لاعب. وقد ظهر في أفضل سنوات و 11 كاميرا، ضمن غيرها من الأعمال في مجال السينما والتلفزيون وعلى خشبة المسرح.

## نشأته
ولد كيسي في لاس فيغاس، نيفادا وترعرع في أوكفيل، أونتاريو. والده، ريتشارد، طبيب مسالك بولية ووالدته، باتريس، مستشارة صور. بعد تخرجه من مدرسة أوكفيل ترافالجار العليا، دخل كيسي جامعة مكغيل في مونتريال لدراسة العلوم.

## مسيرته المهنية
انتقل إلى تورونتو، حيث تم اختياره للعب دور «لوموند تريفور» في مسلسل تلفزيوني قصير يعرض على سي بي سي يدعى "MVP" «أفضل لاعب». وأكسبه المسلسل الشهرة، حيث وضعت له لوحة عملاقة وهو مرتديا ملابسه الداخلية في ميدان التايمز.
في يوليو 2011، ظهر كيسي بدور براد في «ليلة الميت»، الحلقة الثالثة من مسلسل تورشوود: يوم المعجزة.

## الأعمال الفنية
| Year | Title                | Role                     | Notes                                                            |
| ---- | -------------------- | ------------------------ | ---------------------------------------------------------------- |
| 2001 | System Crash         | Groovy Gary/Tommy Jensen | "Good Deeds Done Cheap" (Season 4, Episode 1)                    |
| 2005 | Code Breakers ‏       | Sentry                   | uncredited                                                       |
| 2006 | 1-800-Missing        | Steve Biggs              | "The Drive In "                                                  |
| 2006 | 11 Cameras           | Chuck                    | Main role                                                        |
| 2007 | Monster Warriors     | Jock Strongjaw           | "Spring Break " (Season 3, Episode 15)                           |
| 2007 | The Best Years ‏      | Brandon Zimmerman        | 4 episodes                                                       |
| 2007 | Too Young to Marry   | Max Doyle                | Made for television movie                                        |
| 2007 | Killing Zelda Sparks | Bill                     | appearance                                                       |
| 2008 | Victor               | Glenn Crossley           | Made for television movie                                        |
| 2008 | M.V.P.               | Trevor Lemonde           | Main role                                                        |
| 2008 | House Party          | Sean Goldstein           | Main role                                                        |
| 2008 | Warehouse 13         | Cody                     | Made for television movie                                        |
| 2008 | Aaron Stone          | Dax                      | Made for television movie                                        |
| 2009 | Being Erica          | Ryan                     | 5 episodes                                                       |
| 2009 | My Nanny's Secret    | Carter                   | Made for television movie                                        |
| 2009 | Valemont             | Sebastian                | Made for television movie                                        |
| 2009 | يوميات مصاص دماء     | Noah                     | 3 episodes                                                       |
| 2011 | Torchwood            | Brad                     | Torchwood: Miracle Day                                           |
| 2011 | نيكيتا (مسلسل)       | Sean Pierce              | Recurring character, added to main cast in 2x08 "London Calling" |
| 2012 | العهد (فيلم)         | Alex                     |                                                                  |

## وصلات خارجية
- ديلون كيسي على موقع IMDb (الإنجليزية)
- ديلون كيسي على موقع ألو سيني (الفرنسية)
- ديلون كيسي على موقع أول موفي (الإنجليزية)
- ديلون كيسي على موقع إن إن دي بي (الإنجليزية)
- ديلون كيسي على موقع قاعدة بيانات الفيلم (الإنجليزية)
- ديلون كيسي على موقع كينوبويسك (الروسية)
- ديلون كيسي على موقع ماي سبيس
- قناة ديلون كيسي  على يوتيوب
- Films Dunproppa
- مقابلة صوتية مع ديلون كيسي حول 'مخلوق'